# 伊達村嘉
伊達 村嘉（だて むらよし）は、江戸時代中期の陸奥国仙台藩一門・宮床伊達家5代当主。通称は肥前、出羽、対馬。

## 略歴
延享2年（1745年）10月28日、一門の宮床邑主・伊達村茂の子として仙台にて誕生。幼名は喜代之助。初名は実延。
寛延2年（1749年）9月16日父・村茂が死去し、27日に家督を相続し宮床邑主となる。宝暦3年（1753年）4月、藩主・伊達宗村に初めて拝謁する。7月、藩主・宗村の面前で元服、一文字拝領し「村嘉」と名乗る。子が無く実弟・村頼を養子とするも早世。明和8年（1771年）一門伊達村敏の子大四郎（村烈）を養子とする。
安永4年（1776年）12月12日死去。享年28。家督は養子・村烈が相続した。

## 系譜
- 父：伊達村茂（1716-1749）
- 母：伊達村望の娘
- 養子
  - 男子：伊達村烈（1748-1796） - 伊達村敏の子